# Chiara Guzzonato
Chiara Guzzonato (Cittadella, 23 febbraio 1956) è un'ex cestista italiana.
È stata sposata con Toni Cappellari, noto dirigente sportivo della pallacanestro italiana. Ha due figli.
73 presenze in Nazionale, 170 punti
7 presenze in Nazionale Sperimentale, 26 punti
ESORDIO
Budapest (Ungheria), 16 Settembre 1973
GERMANIA EST - ITALIA. 
MAGGIOR NUMERO DI PUNTI REALIZZATI IN NAZIONALE: 16
Zakopane (Polonia), 27 Giugno 1977
GERMANIA EST - ITALIA 52 - 73
CON LA NAZIONALE
Ha vinto il Bronzo agli Europei a Cagliari del 1974. Ha giocato i Mondiali nel 1975 in Colombia ottenendo il 4º posto, le Olimpiadi nel 1980 a Mosca e gli Europei del 1978 Poznan (Polonia). Ha vinto anche il Bronzo con la Nazionale Juniores agli Europei del 1973 a Sanremo ed ha disputato gli Europei Juniores nel 1975 a Vigo (Spagna) come capitana. Con la Nazionale Sperimentale ha giocato le Universiadi nel 1977 a Sofia (Bulgaria)
CON IL CLUB
Con la Teksid Torino ha vinto lo Scudetto nel 1979 e nel 1980, anno nel quale ha conquistato anche la Coppa dei Campioni. Questa la sua carriera: 
VICENZA 1970-77
TORINO 77-81
BANCO AMBROSIANO A2 81-82
LISSONE 82-83
MAGENTA 84-87 DALLA B ALLA A1.
Lascia il basket nel 1988. Diplomata Isef insegna Scienze Motorie al ITT Gentileschi di Milano. 
È insegnante di yoga.